# 日本比較政治学会
日本比較政治学会（にほんひかくせいじがっかい、英語: Japan Association for Comparative Politics）は、日本の学術研究団体の一つ。

## 概要
比較政治学の研究を促進し、内外の研究者相互の交流を図ることを目的に、1998年（平成10年）に設立。年に一度研究大会を行い、学会年報を発行している。
学術研究団体としての種別は単独学会。日本学術会議協力学術研究団体である。

## 目的
1. 内外の研究者相互の連絡および協力の促進
2. 年次大会・研究会・講演会などの開催および機関誌等の発行
3. 内外の関係諸学会との交流および協力
4. その他、理事会が適当と認めた活動

## 歴代会長
| 氏名       | 在任時期        | 所属大学     | 専門分野           |
| ---------- | --------------- | ------------ | ------------------ |
| 岡澤憲芙   | 1998年 - 2000年 | 早稲田大学   | スウェーデン政治   |
| 木村雅昭   | 2000年 - 2002年 | 京都大学     | インド政治         |
| 五十嵐武士 | 2002年 - 2004年 | 東京大学     | アメリカ政治       |
| 河田潤一   | 2004年 - 2006年 | 大阪大学     | 政治学             |
| 藤原帰一   | 2006年 - 2008年 | 東京大学     | 国際政治学         |
| 真柄秀子   | 2008年 - 2010年 | 早稲田大学   | イタリア政治       |
| 新川敏光   | 2010年 - 2012年 | 法政大学     | 福祉国家論         |
| 大串和雄   | 2012年 - 2014年 | 東京大学     | ラテンアメリカ政治 |
| 小川有美   | 2014年 - 2016年 | 立教大学     | 北欧政治           |
| 大西裕     | 2016年 - 2018年 | 神戸大学     | 韓国政治           |
| 遠藤貢     | 2018年 - 2020年 | 東京大学     | アフリカ政治       |
| 岩崎正洋   | 2020年 - 2022年 | 日本大学     | 比較政治学         |
| 粕谷祐子   | 2022年 - 2024年 | 慶應義塾大学 | 比較政治学         |
| 稗田健志   | 2024年 -        | 大阪公立大学 | 比較政治学         |

## 刊行物
- 『日本比較政治学会年報』（早稲田大学出版部、1999年-）
- 『比較政治叢書』（早稲田大学出版部、2006年-2008年）

1. 『民主主義アイデンティティ――新興デモクラシーの形成』（恒川惠市編）
2. 『比較福祉政治――制度転換のアクターと戦略』（宮本太郎編）
3. 『ポスト代表制の比較政治――熟議と参加のデモクラシー』（小川有美編）
4. 『政治的エグゼクティヴの比較研究』（伊藤光利編）

- 『Minerva比較政治学叢書』（ミネルヴァ書房、2009年-）

1. 『ポピュリズム・民主主義・政治指導――制度的変動期の比較政治学』（島田幸典・木村幹編）
2. 『構成主義的政治理論と比較政治』（小野耕二編）